# Vitenis
Vitenis (belorusko Віцень, Vicień, poljsko Witenes) je bil od okoli 1295 do okoli 1316 veliki litovski knez, * 1260, † 1316.
Bil je prvi iz dinastije Gediminovičev, ki je vladal dolgo časa. V začetku 14. stoletja je njegov sloves presegal ugled Gediminasa, ki ga sicer sodobni zgodovinarji obravnavajo kot enega največjih litovskih vladarjev. Vitenisovo vladavino so zaznamovali nenehni boji z Rusini, Mazovci in Tevtonskim viteškim redom.

## Vojskovanje
Vitenis je bil prvič omenjen leta 1292 med očetovo invazijo na Mazovijo.  Litovska vojska 800 mož je prodrla vse do Łęczyce. Veliki knez je postal po očetovi smrti leta 1295. Kmalu zatem je bil vpleten v nasledstvene spore na Poljskem. Podpiral je Boleslava II. Mazovskega, poročenega z litovsko kneginjo Gaudemundo, in nasprotoval kralju Vladislavu I. V Ruteniji je Vitenisu uspelo ponovno osvojiti ozemlja, izgubljena po atentatu na Mindaugasa, in zavzeti kneževini Pinsk in Turov.
Križarska vojna proti poganski Litvi in Samogitiji se je v 90. letih 13. stoletja okrepila in dosegla novo raven, ko so Pruse in druga baltska plemena podjarmili  Tevtonski vitezi in Livonski red. Med Vitenisovim vladanjam je bila vzpostavljena in okrepljena mreža obrambnih gradov ob bregovih rek Nemen in Jura; vitezi so nasproti njih na drugem bregu rek zgradili svoje gradove. Tevtonski red  je v tem času poskušal vzpostaviti koridor ob Baltskem morju v Samogitiji, da bi se povezal z Livonskim redom na severu. Tevtonski vitezi so med Vitentisovim vladanjem organizirali približno dvajset napadov na Samogitijo.   Vitenis je proti njim ukrepal s  spodkopavanjem vpliva lokalnih plemičev iz Samogitije, kar dokazuje naraščajoče število izdajalcev in beguncev. Zdi se, da je Gediminas pomagal Vitenisu nadzirati plemiče, ki so resno razmišljali o preselitvi v Prusijo kot vazali tevtonskih vitezov. Tevtonski ref je utrdil svoj nadzor tudi v Semigaliji, kjer so imeli Litovci svoje garnizije od bitke pri Aizkraukleju. Red je leta 1313 zavzel grad Dinaburg, ki so ga od leta 1281 nadzirali Litovci.

## Zavezništvo z Rigo
Med najslavnejše Vitentisove dosežke je spadalo zavezništvo z Rigo. Leta 1297 so nesoglasja med riškim nadškofom, riškimi meščani in Livonskim redom prerasla v notranjo vojno. Vitenis je ponudil pomoč meščanom Rige in celo dal nekaj nejasnih obljub, da se bo spreobrnil v krščanstvo, da bi ublažil verske napetosti med poganskimi vojaki in krščanskimi meščani. Uspešno je vdrl v Livonijo, uničil grad Karkus severno od Rige in premagal Livonski red v bitki pri Turaidi ter ubil livonskega deželnega mojstra Bruna in 22 vitezov. Ko je bila Livonija zavarovana, je v letih 1298–1313 organiziral enajst pohodov na ozemlja tevtonskih vitezov v Prusiji, vključno s tistim v Brodnico, kjer je pobil celotno prebivalstvo.  K njegovim zmagam je pripomoglo dejstvo, da so leta 1308 tevtonski vitezi osvojili Pomorjansko in se začeli prepirati s Poljsko.
Litovska garnizija v "Litovskem gradu" pred Rigo je varovala mesto do leta 1313, ko so ga meščani predali Livonskemu redu in izgnali pogane. Prijateljstvo z Rigo je spodbujalo trgovino ter pripomoglo k utrjevanju litovskega vpliva v porečju Zahodne Dvine, kjer je bila okoli leta 1307 k Litvi priključena glavna trgovska postoja Polock. Vitenis je zaradi tesnih stikov z Rigo leta 1312 povabil frančiškane, da bi za nemške trgovce vzdrževali katoliško cerkev v Navagrudaku. Zdi se, da je na verskem področju postavil temelje za ustanovitev Litovske metropolije okoli leta 1316.  Metropolija je bila orodje v tekmovanju med Vilno in Moskvo za versko vodstvo v Ruteniji.

## Smrt in nasledstvo
Vitenis je umrl brez dediča okoli leta 1315. Okoliščine njegove smrti niso znane. Ruski zgodovinarji so dolgo časa trdili, da ga je zadela strela, kar se je izkazalo za napačen prevod tevtonske propagande, da je Gediminas ubil svojega predhodnika Vitenisa in uzurpiral njegov prestol. Vitenis je bil zadnjič omenjen septembra 1315 med neuspešnim obleganjem Kristmemela, prvega gradu, ki so ga zgradili tevtonski vitezi na desnem bregu reke Nemen. 
Zgodovinarji poznajo samo enega Vitenisovega sina, Žvalgutisa  (Swalegote), ki je morda umrl pred očetom. Stanje v kneževini je omočilo, da je litovski veliki vojvoda postal Vitenisov brat Gediminas. Med njegovim vladanjem je Litva postala glavna vojaška in politična sila v vzhodni Evropi.